# Glorified rice

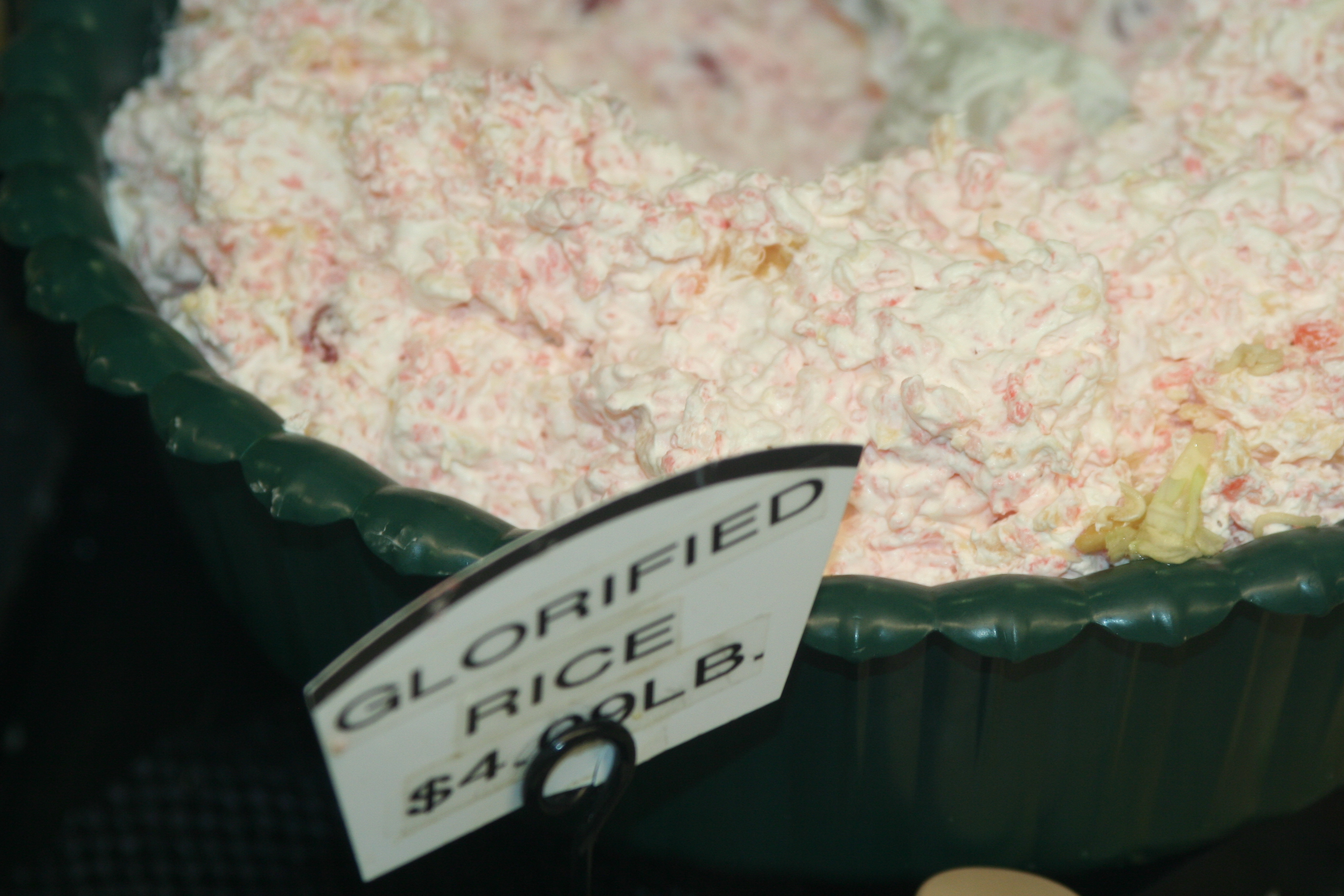
Glorified rice vendu dans un magasin.

Le glorified rice (« riz glorifié ») est un dessert servi dans le Minnesota et d'autres États du Upper Midwest américain.
Il est notamment populaire dans les zones rurales où vivent d'importantes populations luthériennes d'origine scandinave.
Le dessert est fait de riz, d'ananas broyé et de crème fouettée.